# Woonsocket (Dakota del Sud)
Woonsocket és una població dels Estats Units a l'estat de Dakota del Sud. Segons el cens del 2000 tenia 720 habitants.

## Demografia
Segons el cens del 2000, Woonsocket tenia 720 habitants, 301 habitatges, i 192 famílies. La densitat de població era de 356,4 habitants per km².
Dels 301 habitatges en un 26,6% hi vivien nens de menys de 18 anys, en un 52,2% hi vivien parelles casades, en un 9,3% dones solteres, i en un 35,9% no eren unitats familiars. En el 31,6% dels habitatges hi vivien persones soles el 19,6% de les quals corresponia a persones de 65 anys o més que vivien soles. El nombre mitjà de persones vivint en cada habitatge era de 2,27 i el nombre mitjà de persones que vivien en cada família era de 2,83.
Per edats la població es repartia de la següent manera: un 20,4% tenia menys de 18 anys, un 10,3% entre 18 i 24, un 22,6% entre 25 i 44, un 20,4% de 45 a 60 i un 26,3% 65 anys o més.
L'edat mediana era de 43 anys. Per cada 100 dones de 18 o més anys hi havia 84,8 homes.
La renda mediana per habitatge era de 30.341 $ i la renda mediana per família de 38.304 $. Els homes tenien una renda mediana de 26.625 $ mentre que les dones 17.552 $. La renda per capita de la població era de 24.035 $. Entorn del 5,3% de les famílies i el 8,5% de la població estaven per davall del llindar de pobresa.

## Poblacions més properes
El següent diagrama mostra les poblacions més properes.